# Acorus americanus
Espèce
Classification APG III (2009)
Statut de conservation UICN

 LC  : Préoccupation mineure
Acorus americanus est une espèce de plantes à fleurs de la famille des Acoraceae, dénommée American sweet flag. C'est une plante émergente de milieux humides, originaire du nord des États-Unis et du Canada. Il s'agit d'un géophyte ou d'un hélophyte rhizomateux qui pousse principalement dans le biome tempéré. Cette plante est protégée en tant qu'espèce menacée d'extinction en Pennsylvanie.

## Description
Cette plante vivace possède des feuilles vert vif en forme de lame, qui naissent directement des rhizomes et s'engainent à la base. De plus, les lames présentent de 2 à 6 nervures saillantes et un centre renflé en coupe transversale. Le feuillage, à l'arôme épicé et aromatique rappelant celui des agrumes, peut être utilisé pour aromatiser la bière. C'est une plante à fleurs aux fleurs discrètes, disposées sur un spadice latéral (un axe épais et charnu). Les fleurs fécondées produisent des baies gélatineuses. 

## Répartition et habitat
L'aire de répartition indigène de cette espèce s'étend de la Sibérie à la Mongolie intérieure, de l'Amérique subarctique au nord et à l'est des États-Unis

## Taxonomy
Acorus americanus était autrefois classé sous le nom de Acorus calamus var. americanus. Il ne diffère que par son caractère diploïde fertile (2n = 24), tandis que la plupart des Acorus calamus d'Europe et d'Asie sont des espèces triploïdes stériles, qui ne se propagent que par voie asexuée. Les plantes diploïdes d'Asie du Nord pourraient être représentatives de l'Acorus americanus. De plus, en tant que diploïde, il ne produit pas de β-asarone.

### Étymologie
Le nom de genre Acorus vient du grec « acoron », un nom utilisé par Dioscoride, lui-même dérivé de « coreon », qui signifie « pupille », car il était utilisé en phytothérapie pour traiter l'inflammation de l'œil humain.
Le nom d'espèce, americanus indique simplement qu'il s'agit d'une espèce américaine de ce genre, la différenciant ainsi de l'espèce très similaire d'Europe et d'Asie occidentale Acorus calamus.

## Chimie
En 1968, la Food and Drug Administration (FDA) a interdit l'utilisation deAcorus calamus  comme additif alimentaire et comme médicament, à la suite d'études en laboratoire impliquant l'administration prolongée de doses massives de substances chimiques isolées (β-asarone) issues de la souche indienne Jammu de Acorus calamus. La plante a été qualifiée de procancérogène.

## Utilisations
Cette plante était largement utilisée par les amérindiens et les premiers colons européens,,. Wichtl déclare : « Il n’est pas clair si les effets cancérigènes observés chez les rats sont pertinents pour l’organisme humain..". Cependant, la plupart des sources recommandent la prudence lors de l'ingestion de souches autres que la souche diploïde.
Comme les souches diploïdes de  Acorus calamus présentes dans certaines régions de l'Himalaya, de Mongolie et de Sibérie centrale, la souche diploïde d'« Acorus americanus » ne contient pas de β-asarone, une substance procarcinogène,,. Les recherches ont constamment démontré que « la β-asarone n'était pas détectable dans le diploïde spontané nord-américain Acorus (Calamus var. Americanus).
Certains pensent que l'acore est un hallucinogène. Cette légende urbaine est tirée de deux pages d'un livre de Hoffer et Osmund intitulé « Les Hallucinogènes ». Les informations contenues dans ces deux pages proviennent de témoignages de deux personnes (un mari et sa femme) qui ont déclaré avoir ingéré de l'acore à plusieurs reprises,. Aucun des composants de l'acore calamus n'est transformé en TMA (triméthoxyamphétamine) dans l'organisme humain. À ce jour, il n'existe aucune preuve solide de la présence de substances hallucinogènes dans Acorus americanus.
Cependant, chez les Amérindiens, et plus particulièrement chez les Cris de l'Alberta, il a été rapporté que « la racine était mâchée pour ses effets hallucinogènes » Des recherches plus approfondies sont peut-être nécessaires.